# Comuna de Rybno
Rybno (polaco: Gmina Rybno) é uma gminy (comuna) na Polónia, na voivodia de Vármia-Masúria e no condado de Działdowski.
De acordo com os censos de 2004, a comuna tem 7180 habitantes, com uma densidade 48,7 hab/km².

## Área
Estende-se por uma área de 147,46 km², incluindo:
- área agricola: 58%
- área florestal: 26%

## Demografia
Dados de 30 de Junho 2004:
|                      | Total   | Total | Mulheres | Mulheres | Homens  | Homens |
| -------------------- | ------- | ----- | -------- | -------- | ------- | ------ |
|                      | pessoas | %     | pessoas  | %        | pessoas | %      |
| População            | 7180    | 100   | 3588     | 50       | 3592    | 50     |
| Densidade (pop./km²) | 48,7    | 100   | 24,3     | 24,3     | 24,4    | 24,4   |

De acordo com dados de 2002, o rendimento médio per capita ascendia a 1365,82 zł.

## Subdivisões
- Dębień, Grabacz, Gralewo Stacja, Grądy, Gronowo, Hartowiec, Jeglia, Koszelewki, Koszelewy, Kopaniarze, Naguszewo, Nowa Wieś, Prusy, Rapaty, Rumian, Rybno, Szczupliny, Truszczyny, Tuczki, Żabiny.

## Comunas vizinhas
- Dąbrówno, Działdowo, Grodziczno, Lidzbark, Lubawa, Płośnica